# Max Strache
Max Strache (* 14. September 1935 in Judenburg) ist ein ehemaliger österreichischer Politiker (SPÖ), Parteisekretär und Versicherungsdirektor. Strache war von 1981 bis 1982 Mitglied des Bundesrates und von 1982 bis 1986 Abgeordneter zum Nationalrat.

## Leben
Strache besuchte zwischen 1941 und 1949 die Volks- und Hauptschule in Judenburg und absolvierte danach zwischen 1949 und 1952 eine Lehre zum Werkzeugschmied. Er war dann von 1952 bis 1961 als Federnschmied beschäftigt und arbeitete von 1961 bis 1966 als Landessekretär der Sozialistischen Jugend Steiermark. Danach war er bis 1970 Bundessekretär der Jungen Generation und von 1970 bis 1975 Organisationssekretär der SPÖ. Im Jahr 1975 übernahm er die Funktion des SPÖ-Landesparteisekretärs in Niederösterreich. Er wirkte in dieser Funktion bis 1986, war danach von 1986 bis 1987 Geschäftsführer der Firma Prosekt Marketing und hatte zwischen 1988 und 1995 die Funktion eines Landesdirektors einer Versicherung inne. Strache wurde 1995 pensioniert. 
Im politischen Bereich war Strache zudem zwischen 1980 und 1982 als Gemeinderat in Oberwölbling aktiv, zuvor war er bereits von 1952 und 1960 als Jugendvertrauensmann in den steirischen Gussstahlwerken in Judenburg politisch aktiv gewesen. Strache vertrat die SPÖ vom 9. April 1981 bis zum 30. September 1982 im Bundesrat und war danach zwischen dem 1. Oktober 1982 und dem 16. Dezember 1986 Abgeordneter zum Nationalrat, wobei seine Zugehörigkeit zum Nationalrat im Mai 1983 für einige Tage unterbrochen war. Nach seiner beruflichen und politischen Karriere war Strache ab 1995 Präsident des ARBÖ Niederösterreich.

## Auszeichnungen
- Goldenes Ehrenzeichen für Verdienste um die Republik Österreich